# Oecobius rhodiensis
Espèce
Oecobius rhodiensis est une espèce d'araignées aranéomorphes de la famille des Oecobiidae.

## Distribution
Cette espèce se rencontre en Grèce, en Turquie et Ukraine.

## Description
Le mâle mesure 2,37 mm et la femelle 3,18 mm.

## Étymologie
Son nom d'espèce, composé de rhod(i) et du suffixe latin -ensis, « qui vit dans, qui habite », lui a été donné en référence au lieu de sa découverte, Rhodes.

## Publication originale
- Kritscher, 1966 : « Die paläarktischen Arten der Gattung Oecobius (Aran., Oecobiidae). » Annalen des Naturhistorischen Museums in Wien, vol. 69, p. 285-295.